# Estación Gobernador Maciá
Gobernador Maciá es la estación de ferrocarril de la localidad homónima, provincia de Entre Ríos, República Argentina.
Pertenece al Ferrocarril General Urquiza de la red ferroviaria argentina, en el ramal que une las estaciones de Sola y Raíces. Se encuentra entre las estaciones de Sola y Guardamonte.
La estación Gobernador Maciá fue inaugurada el 11 de octubre de 1899, y el último tren pasó el 13 de noviembre de 1977, cuando el ramal fue clausurado por el gobierno militar.